# Марк Клавдий Марцел (претор 73 пр.н.е.)
Вижте пояснителната страница за други личности с името Марк Клавдий Марцел.
Марк Клавдий Марцел (на латински: Marcus Claudius Marcellus) е генерал на Римската република.
Произлиза от клон Марцел на фамилията Клавдии и е осиновен от фамилията Лентул-Корнелии.
През 102 пр.н.е. се бие против тевтоните в армията на Гай Марий в битката при Акве Секстие (Aquae Sextiae). Участва като легат при Луций Юлий Цезар през Съюзническата война в битките против самнитите, но е пленен при Езерния.
През 81 пр.н.е. Марцел се доказва като добър оратор в процес против Публий Квинкций. Вероятно през 73 пр.н.е. става претор.
Вероятно е баща на Марк Клавдий Марцел Езернин, който е баща на Марк Клавдий Марцел Езернин (консул 22 пр.н.е.). Баща е вероятно и на оратора Публий Корнелий Лентул Марцелин, който е баща на Гней Корнелий Лентул Марцелин (консул 56 пр.н.е.), който има втора съпруга Скрибония, която 40 пр.н.е. става втора съпруга на бъдещия император Октавиан Август.